# Екранізації творів Івана Франка
Фільмографія включає кінофільми та мультфільми за творами Івана Яковича Франка

## Художні фільми за творами Івана Франка
| Рік  | Країни                                                         | Оригінальна назва                                                | За твором                                            | Режисери                      |
| ---- | -------------------------------------------------------------- | ---------------------------------------------------------------- | ---------------------------------------------------- | ----------------------------- |
| 1927 | СРСР (Одеська кінофабрика)                                     | Борислав сміється                                                | Борислав сміється                                    | Йосип Рона                    |
| 1929 | СРСР (Одеська кінофабрика)                                     | Захар Беркут                                                     | Захар Беркут                                         |                               |
| 1952 | СРСР Київська кіностудія художніх фільмів                      | Украдене щастя                                                   | Украдене щастя                                       | Ісаак Шмарук                  |
| 1957 | СРСР                                                           | Якби каміння говорило...                                         | Бориславські оповідання                              | Юрій Лисенко                  |
| 1967 | СРСР                                                           | До світла! (альманах)                                            | оповідання «До світла!», «Муляр», новела «Панталаха» | Микола Ільїнський             |
| 1970 | СРСР                                                           | Для домашнього огнища                                            | Для домашнього огнища                                |                               |
| 1971 | СРСР (Кіностудія ім. О. Довженка)                              | Захар Беркут                                                     | Захар Беркут                                         | Ленід Осика                   |
| 1984 | СРСР Київська кіностудія художніх фільмів                      | Украдене щастя                                                   | Украдене щастя                                       | Юрій Ткаченко                 |
| 1992 | Україна (Київська кіностудія художніх фільмів ім. О. Довженка) | Для домашнього огнища                                            | Для домашнього огнища                                | Борис Савченко                |
| 1993 | Україна (Укртелефільм)                                         | Пастка (7 серій)                                                 | Перехресні стежки                                    | Олег Бійма                    |
| 1994 | Україна (Укртелефільм)                                         | Злочин з багатьма невідомими (5 серій)                           | Основи суспільності                                  |                               |
| 1996 | Україна (Укртелефільм)                                         | Киценька (5-тий фільм з телесеріалу «Острів любові» Олега Бійми) | Батьківщина                                          |                               |
| 2004 | Україна (1+1, «Українська медійна група»)                      | Украдене щастя                                                   | Украдене щастя                                       | Андрій Дончик                 |
| 2019 | Україна (Kinorob, Cinema Day)                                  | Захар Беркут                                                     | Захар Беркут                                         | Ахтем Сеітаблаєв та Джон Вінн |

## Анімаційні фільми за творами Івана Франка
| Рік         | Країни                        | Оригінальна назва                                                          | За твором      | Режисери         |
| ----------- | ----------------------------- | -------------------------------------------------------------------------- | -------------- | ---------------- |
| 1953        | СРСР (Союзмультфільм)         | Фарбований лис                                                             | Фарбований лис | Олександр Іванов |
| 1963        | СРСР (Одеська кінофабрика)    | Заєць та їжак                                                              | Заєць та їжак  | Ірина Гурвич     |
| 2005 — 2007 | Україна (кіностудія «Фрески») | Лис Микита (26 серій; на замовлення Всеукраїнського товариства «Просвіта») | Лис Микита     |                  |

## Біографічні фільми про Івана Франка
- «Іван Франко» (ігровий, режисер Тимофій Левчук, 1956, до 100-річчя від дня народження письменника; у ролі Франка — Сергій Бондарчук),
- «Іван Франко» (документальний, 5 ч., автор сценарію Р.Фуртак, режисер О.Дмитрієва, 1981, «Укртелефільм»),
- «Іван Франко» (документальний, автори сценарію С.Степаненко, Б.Жолдак, режисер М.Лебедєв, 2006, студія «Кінематографіст»),
- документальний телефільм «Іван Франко» в рамках проекту «Великі українці» телеканалу «Інтер» (2008; ведучий — Святослав Вакарчук),
- «Іван Франко. Львівські сторінки життя» (документальний, ДТРК «Культура», 2009; за участі ЛНУ ім. Івана Франка; ведучий — Богдан Козак).